# Aérodrome d'Arras - Roclincourt
L’aérodrome d’Arras - Roclincourt (code IATA : QRV • code OACI : LFQD) est un aérodrome civil, ouvert à la circulation aérienne publique (CAP), situé sur la commune de Roclincourt à 4 km au nord-est d’Arras dans le Pas-de-Calais (région Hauts-de-France, France).
Il est utilisé pour la pratique d’activités de loisirs et de tourisme (aviation légère dont voltige, ulm, vol à voile, aérostation, hélicoptère et aéromodélisme).

## Installations
L’aérodrome dispose d’une piste en herbe orientée nord-sud (04/22), longue de 1 024 m et large de 60 m.
L’aérodrome n’est pas contrôlé. Les communications s’effectuent en auto-information sur la fréquence de 123,500 MHz.
S’y ajoutent :
- une aire de stationnement ;
- des hangars ;
- une station d’avitaillement en carburant (100LL)[2] ;
- un restaurant.

## Activités
- Aéroclub Les Ailes Arrageoises - Club avions (types DR400, PA28, APM30) (hangar principal de l'aérodrome)[3].
- Vol à voile : Les Ailes de l'Artois - Club/école de planeur[4].
- Association ULM Club d’Arras. Fondée en 1989, elle a pour objet la pratique de l’éducation des sports aériens ULM et propose également des baptêmes de l'air[5].
- Arras modèle air club (AMAC).
- Les Godasses Volantes, école ULM.